# Osztrák hercegek
Az „osztrák hercegek” közös néven a történetírók I. Albert német király (és ugyancsak I. Albert néven Ausztria uralkodó hercege) társuralkodó fiait nevezik.

## Albert lemondása, a hercegség átruházása
A Frankfurtban tartott birodalmi gyűlés 1298. július 27-én másodszor is, immár érvényesen német királlyá választotta Albertet, aki augusztus 24-én Aachenben koronáztatta meg magát. Még ugyanez év novemberében a nürnbergi birodalmi gyűlésen hercegségeit fiainak adományozta.
Közülük ekkor még csak III. Rudolf (a későbbi I. Rudolf cseh király) volt nagykorú. Formálisan fivérei,
- III. Frigyes,

- I. Lipót,

- II. Albert és
- Ottó.

is viselték a címet, a gyakorlatban azonban csak nagykorúvá válásuk után kapcsolódtak be a hercegség irányításába. Addig a nevükben is Rudolf járt el.
A történelemben szokatlan módon a társuralkodók különösebb konfliktusok nélkül vezették országukat.

## III. Rudolf vezette időszak (1298–1307)
III. András magyar király halálhírére Albert (mint német király) utasította Rudolf herceget, hogy gyűjtsön hadat, és induljon Magyarországra. A sereg parancsnokává Hermann von Landenberg marsallt nevezte ki. Albert nem akarta se maga, se valamelyik fia számára megszerzi a magyar koronát, hanem megelégedett Pozsony vármegyével, amit III. András névleg feleségének (Albert leányának) adományozott. Az osztrákok gyorsan elfoglalták a vármegyét és a pozsonyi várat, valamint (föltehetőleg) a megye többi erősségét. Ezután szövetséget kínálva csatlakoztak hozzájuk a Kőszegiek (Kőszegi Iván és öccsei). Az osztrákok ezután bevonultak Budára, hogy hazakísérjék Ausztriába az özvegy királynét, aki nem kívánt Magyarországon maradni.
1306-ban Albert elfoglalta Prágát, és I. Rudolf néven legidősebb fiát ültette a cseh trónra, de Rudolf a következő évben meghalt.

## Interregnum (Albert, 1307–1308)
Rudolf halála után ismét Albert intézte a hercegség ügyeit, egy év múlva azonban ő is meghalt, és a hercegi cím III. Frigyesre és öccsére, I. Lipótra szállt.

## III. Frigyes és I. Lipót (1308–1326)
Miután Frigyest bízták meg Alsó-Bajorország kormányzásával, megromlott kapcsolata unokatestvéréval, a titulusra ugyancsak igényt tartó Bajor Lajossal. Lajos 1313. november 9-én a gamelsdorfi csatában legyőzte Frigyest, akinek le kellett mondania bajorországi igényeiről.
Frigyes és Lipót ezután úgy osztotta meg a hatalmat, hogy gyakorlatilag Frigyes lett Ausztria (és Stájerország) uralkodója, harcias öccse pedig a hadsereg főparancsnoka.

## III. Frigyes vezette időszak (1326–1330)
I. Lipót 1326-ban meghalt, ezután Frigyes élete hátralevő négy évében gyakorlatilag egyedül uralkodott. Halálával a hercegi címet két öccse örökölte.

## II. Albert és Ottó (1330–1358)
Ottó 1339-ben meghalt, ettől fogva II. Albert egyedül uralkodott élete végéig. Halálával a címet fia, IV. Rudolf örökölte.